# Agriculture au Vietnam

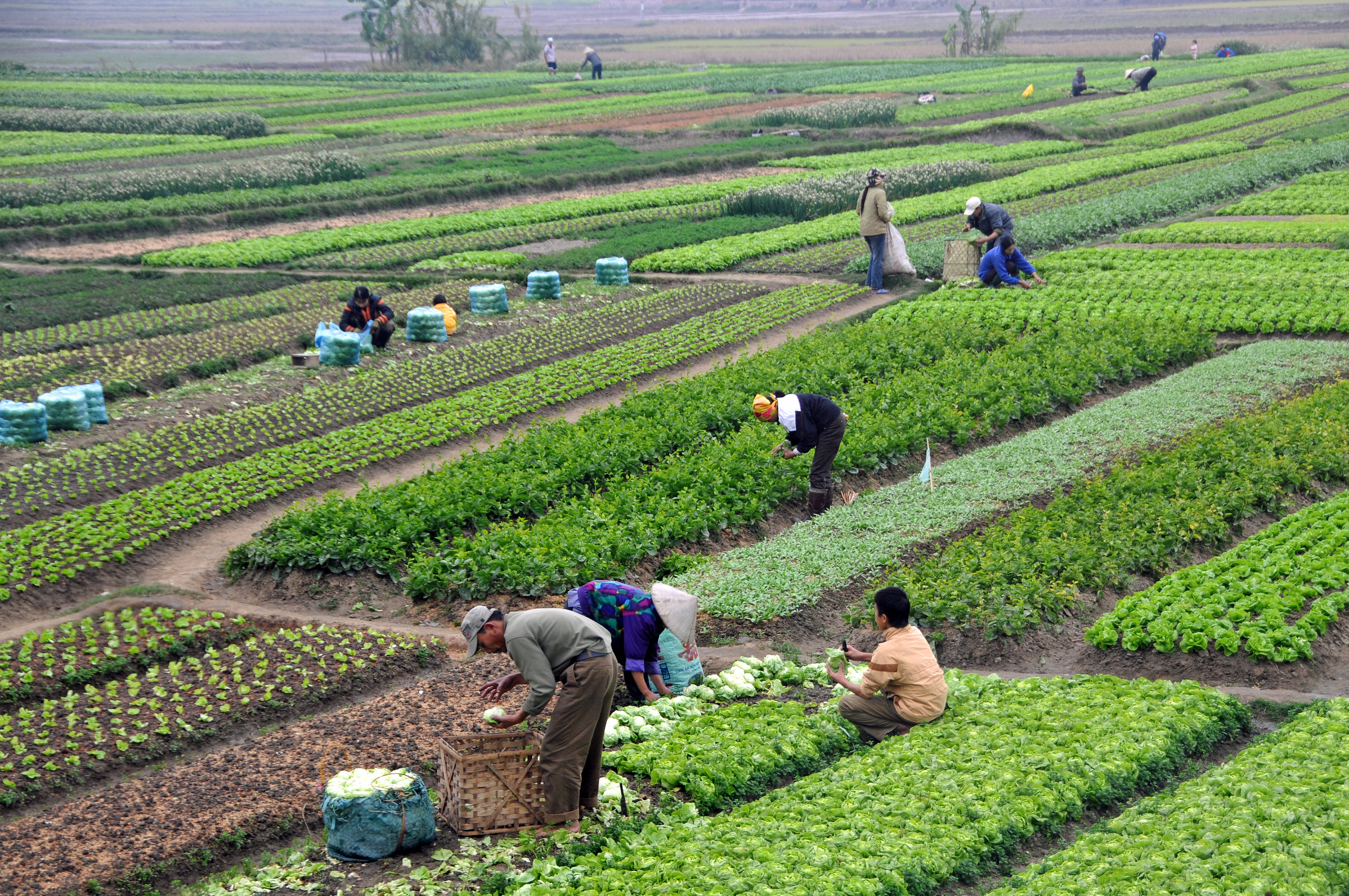
Production de légumes au Vietnam

Si, en quelques décennies,, le Viêt Nam a connu tout comme de nombreux pays du Sud une urbanisation soutenue, symptomatique d’un rapide développement économique, il n’en reste pas moins un pays profondément rural, marqué par le poids historique de son agriculture, qui représente d'après la Banque asiatique de développement 39 % de l'emploi et 17 % du PIB (2017). Le secteur de l'élevage n'a pas échappé à cette modernisation rapide issue des réformes économiques du Đổi mới.

## Production
Le Vietnam a notamment produit, en 2018 :
- 44,0 millions de tonnes de riz (5e producteur mondial, derrière la Chine, l'Inde, l'Indonésie et le Bangladesh) ;
- 17,9 millions de tonnes de canne à sucre (16e producteur mondial) ;
- 14,8 millions de tonnes de légumes ;
- 9,8 millions de tonnes de manioc (7e producteur mondial) ;
- 4,8 millions de tonnes de maïs ;
- 2,6 millions de tonnes de noix de cajou (1er producteur au monde) ;
- 2,0 millions de tonnes de banane (20e producteur mondial) ;
- 1,6 million de tonnes de café (2e producteur mondial derrière le Brésil) ;
- 1,5 million de tonnes de noix de coco (6e producteur mondial) ;
- 1,3 million de tonnes de patates douces (9e producteur mondial) ;
- 1,2 million de tonnes de pastèques ;
- 1,1 million de tonnes de caoutchouc naturel (3e producteur mondial, derrière la Thaïlande et l'Indonésie) ;
- 852 mille tonnes d'orange (18e producteur mondial) ;
- 779 mille tonnes de mangues, mangoustans et goyaves) ;
- 654 mille tonnes d'ananas (12e producteur mondial) ;
- 270 mille tonnes de thé (6e producteur mondial).

## 1950-1988: Une agriculture malade de ses réformes
Dès le début des années 1950, l’agriculture vietnamienne est l’objet d’une vaste réforme agraire qui vise, sur les bases d’une approche socialiste, à collectiviser les terres agricoles et à en soumettre l’exploitation à des coopératives afin d’accroître notamment le rendement des cultures de riz. Cette période ne dure finalement qu’une petite décennie dans la mesure où l’État engage dès le début des années 1960, la fusion des coopératives afin de créer de nouvelles structures plus vastes au sein desquelles le paysan semble se voir, moins comme un acteur impliqué mais plus comme un exécutant.
Alors que les autorités vietnamiennes consacrent un budget croissant à la rénovation de l’agriculture, le rendement du capital investi chute entre 1961 et 1965, de même que le revenu moyen par paysan décroît alors de 26 %, provoquant dès le milieu des années 1970 une sérieuse crise alimentaire. Une crise attribuée en partie à la structure même du système agraire développé par l’État vietnamien et renforcée dans ses conséquences catastrophiques, par la hausse démographique de la population du pays, qui atteint dans la même période (au cours des années 1970) les 3 % de croissance annuelle.
La fin des années 70 marque le début d'une prise en main de l’organisation de la gestion des terres par l’État au niveau central tout en reconnaissant la propriété individuelle au détriment du système des coopératives.
Afin de faire obstacle à la baisse générale de la production agricole et d’impliquer davantage les paysans dans le travail de la terre, l’État vietnamien lance au début des années 1980, le décret no 100, qui doit permettre aux agriculteurs d’investir leur capital ainsi que leur travail sur des terres contractuelles et d’en retirer au passage tous les bénéfices. Une mesure qui se solde à nouveau dès le milieu des années 1980 par un échec et oblige alors le gouvernement vietnamien à revoir totalement son approche politique de la réalité agricole du pays.

## D'une agriculture de subsistance à une agriculture d'exportation

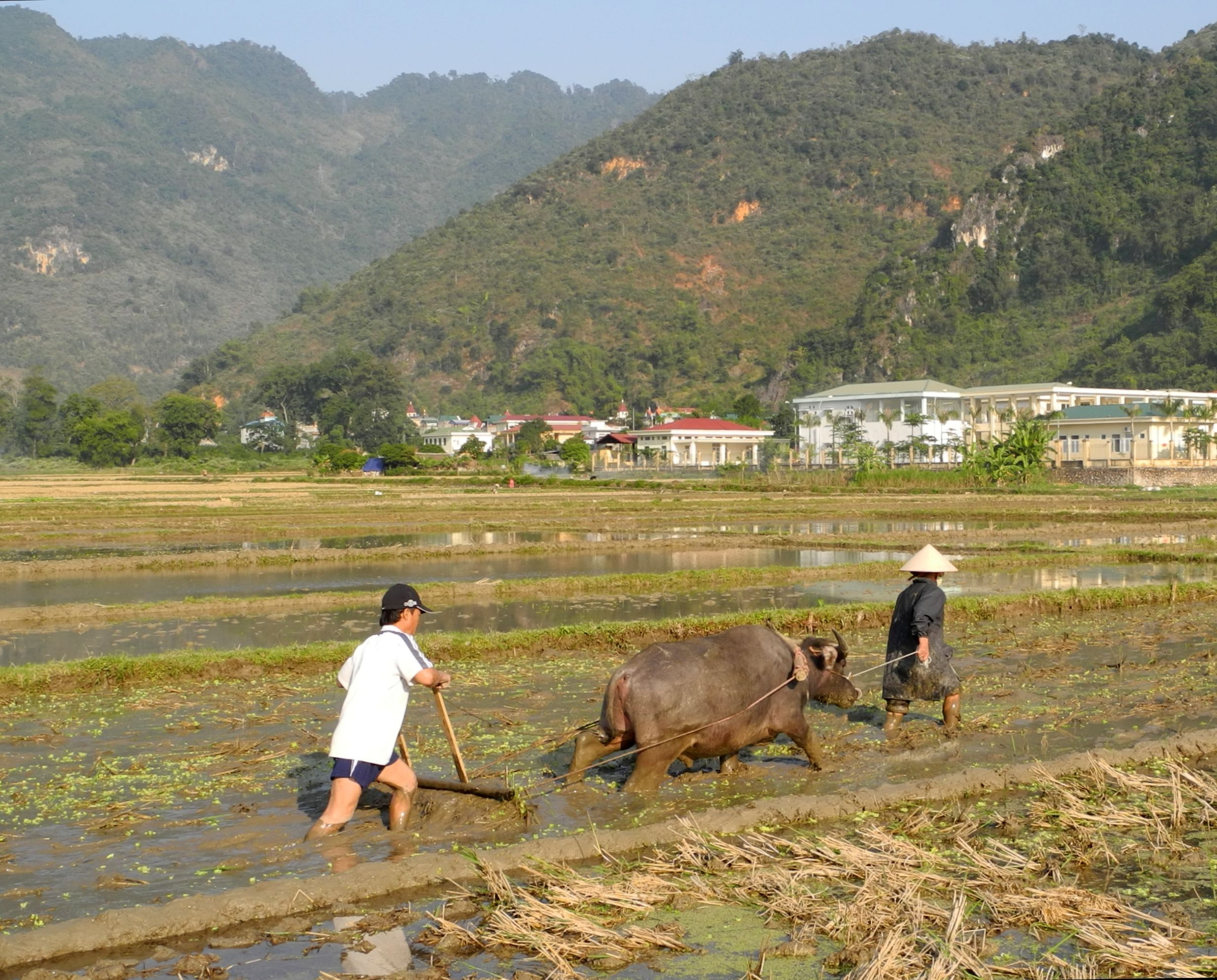
Culture traditionnelle du riz à Mai Châu, dans la province de Hòa Bình (2011).

En 1988, la promulgation de la résolution no 10 jette les bases d’une nouvelle agriculture vietnamienne qui repense principalement les questions d’ordre économique et revient sur le rôle à donner aux acteurs agricoles pour plus de stabilité et de pérennité dans le secteur. Le pays connaît alors une production alimentaire croissante qui passe de 18,5 millions de tonnes en 1986 à 31,8 millions en 1998 notamment sous l’action de l’augmentation des surfaces cultivables (principalement au sud, dans le delta du Mékong) mais aussi grâce à une certaine optimisation des récoltes de riz par la sélection d’espèces à haut rendement. L’État vietnamien poursuit sa structuration et crée en 1994 au sein du Ministère des ressources naturelles et de l'environnement, un Département général de l'administration des terres (General Department of land Administration, GDLA) en charge de l'allocation des terrains et de la certification foncière.
Alors que la production générale augmente, le Viêt Nam se spécialise dans des cultures à plus forte valeur ajoutée, qu’il destine principalement à l’exportation. Parmi celles-ci on retrouve d’abord le riz, qui, poussé à des niveaux de qualité supérieure, répond depuis le courant des années 1980 aux exigences des marchés internationaux, propulsant le pays au 2e rang mondial des exportateurs en 1998, juste derrière la Thaïlande (2e rang en 2005). Le Viêt Nam est également devenu depuis 1999 le second producteur mondial de café après le Brésil. Aujourd'hui, la plante de riz est devenue stratégique pour l’économie d’un des cinq pays plus gros exportateurs du monde de cette denrée.
Les surfaces agricoles consacrées à la culture d’arbres fruitiers augmentent également, passant de 8,37 % en 1989 à 14,80 % en 1999, au même titre que les exploitations de canne à sucre par exemple, qui connaissent une expansion record jusqu’à voir la superficie de leur culture doubler entre 1990 et 1999.

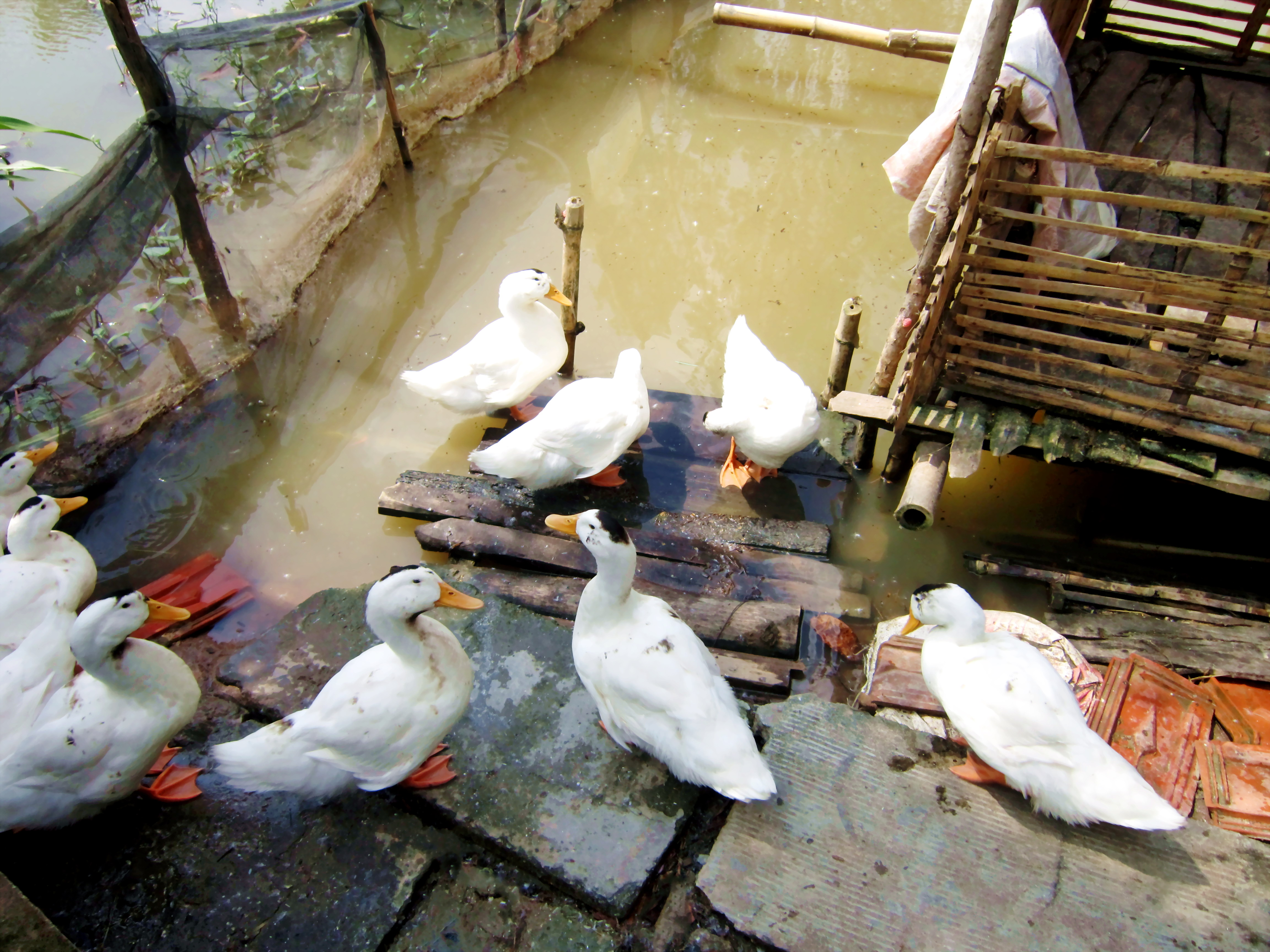
Élevage traditionnel de canards (2013).

Les progrès de l’élevage, dopés par la hausse du niveau de vie d’une population majoritairement urbaine et demandeuse en produit animal, sont également perceptibles et se concentrent aux abords des centres urbains, notamment au niveau de l’agglomération d’Hô Chi Minh-Ville, première ville du pays en nombre d'habitants.

## Pour approfondir

### Sources et bibliographie
- Jean-Daniel Cesaro, « Transformation des agricultures en Asie du Sud-Est : la paysannerie face aux défis de la mondialisation », Géoconfluences,‎ septembre 2020 (ISSN 2492-7775, lire en ligne).
- Jean-Daniel Cesaro, « L’industrialisation de l’élevage au Vietnam, entre marginalisation et spécialisation de la paysannerie », Géoconfluences,‎ novembre 2020 (ISSN 2492-7775, lire en ligne).
- Service Économique de Hanoi, « L'agriculture au Vietnam », Trésor-Éco, Direction générale du Trésor - Ministère de l'Économie et des Finances,‎ novembre 2017 (lire en ligne [PDF], consulté le 9 octobre 2019).
- Bui Ngoc Hung et Nguyen Duc Tinh, « Le développement de l'agriculture vietnamienne au cours des 15 dernières années », VertigO - La revue en sciences de l'environnement sur le WEB, vol. 3, no 2,‎ octobre 2002 (lire en ligne, consulté le 4 janvier 2009).
- Paul Moustier, Isabelle Vagneron et Bui Thi Thai, « Organisation et efficience des marchés de légumes approvisionnant Hanoï (Vietnam) », Cahiers Agricultures, no 13,‎ 2004 (lire en ligne [PDF], consulté le 11 octobre 2019).
- (en) Daniel Schearf, « Vietnam Aims to Improve Coffee Supplier Reputation », VOA, 25 septembre 2012 (consulté le 11 octobre 2019).
- Steve Déry, La colonisation agricole au Viêt Nam : Contribution à l'étude de la construction d'un État moderne; du bouleversement à l'intégration des Plateaux centraux, Québec, Presses de l'Université du Québec, 2004 (lire en ligne).